# Giovanni Franzoni
Giovanni Franzoni (ur. 8 listopada 1928 w Warnie, zm. 13 lipca 2017 w Canneto Sabino) – włoski działacz katolicki, przedstawiciel komunizmu chrześcijańskiego, uczestnik II Soboru watykańskiego, były duchowny i opat benedyktyński, w 1973 porzucił stan kapłański.

## Biografia
5 lipca 1951 złożył wieczyste śluby zakonne w zgromadzeniu Benedyktynów. 25 stycznia 1955 przyjął święcenia kapłańskie. 3 marca 1964 objął obowiązki opata Bazyliki św. Pawła za Murami. Uczestniczył w obradach II Soboru watykańskiego. W 1973 zrezygnował z piastowanej godności w klasztorze. W 1976 poparł działalność Włoskiej Partii Komunistycznej i w czerwcu tego samego roku stał się jej członkiem. 4 sierpnia 1976 papież Paweł VI oficjalnie przeniósł go w stan świecki. Przez wiele lat demonstrował poglądy pacyfistyczne krytykując wojny w Wietnamie i Iraku. W 2005 sprzeciwiał się beatyfikacji Jana Pawła II.
Zmarł 13 lipca 2017.

## Prace (w języku włoskim)
- La terra è di Dio (1973);
- Omelie a S. Paolo fuori le mura (1974);
- Il posto della fede (1977);
- Il diavolo mio fratello (1986);
- Le tentazioni di Cristo (1990);
- La solitudine del samaritano (1993);
- Farete riposare la terra (1996);
- Giobbe, l'ultima tentazione (1998);
- Lo strappo nel cielo di carta (1999);
- Anche il cielo è di Dio (2000);
- Ofelia e le altre (2001);
- La morte condivisa (2002);
- Del rigore e della misericordia (2005)